# Nevadában történt légi közlekedési balesetek listája
A Nevadában történt légi közlekedési balesetek listája az Amerikai Egyesült Államok Nevada államában történt halálos áldozattal járó, illetve a kisebb balesetek, meghibásodások miatt történt, gyakran csak az adott légiforgalmi járművet érintő baleseteket is tartalmazza évenkénti bontásban.

## Nevada államban történt légi közlekedési balesetek

### 1957
- 1957. április 4., Piochétől északnyugatra. Robert Sieker U–2 pilóta elvesztette az eszméletét, miután kisebb lángok csaptak fel a gépen és a keletkezett füstöt belélegezte a rosszul záródó fejvédőjén keresztül. Később visszanyerte az eszméletét és katapultált a zuhanó gépből, amely a földbe csapódott. A pilóta életét vesztette a túl későn végrehajtott katapultálás miatt.[1]

### 1987
- 1957. április 4. Pioche közelében. A CIA 341-es lajstromjelű Lockheed U–2A típusú felderítő repülőgépe gyakorlórepülés közben a földnek csapódott és a pilóta életét vesztette.[2]

### 2008
- 2008. szeptember 1. Reno. Egy P2V típusú, N4235T lajstromjelű tűzoltó repülőgép lezuhant. A repülőgép Westinghouse J34-WE-36 turbojet típusú motorja meghibásodott és ennek következtében történt a baleset. A gép háromfős személyzete, Gene Wahlstrom pilóta, Greg Gonsioroski másodpilóta, valamint a fedélzeti műszerész, Zachary Vander Griend életüket vesztették.[3]

### 2012
- 2012. június 3. Minden. Leszállás közben nem nyílt ki a Minden Air Corporation P2V típusú repülőgépének, (lajstromjele N355MA), a futóműve. A gép kettő fős személyzete nem sérült meg.[4]

### 2018
- 2018. augusztus 18. 13:30 körül (helyi idő szerint), Battle Mountain közelében. Egy helikopter lezuhant három fővel a fedélzetén. A gép balesete tüzet okozott. A gépen utazók közül ketten megsérültek. Kettő mentésben részt vevő súlyos égési sérüléseket szenvedett. A helikopterbaleset sérültjeit végül kórházba szállították a két mentővel egyetemben.[5]